# Neopetalia punctata
Neopetalia punctata là một loài chuồn chuồn ngô, là loài duy nhất thuộc họ Neopetaliidae.
Đây là loài đặc hữu của Argentina và Chile.

## Hình ảnh

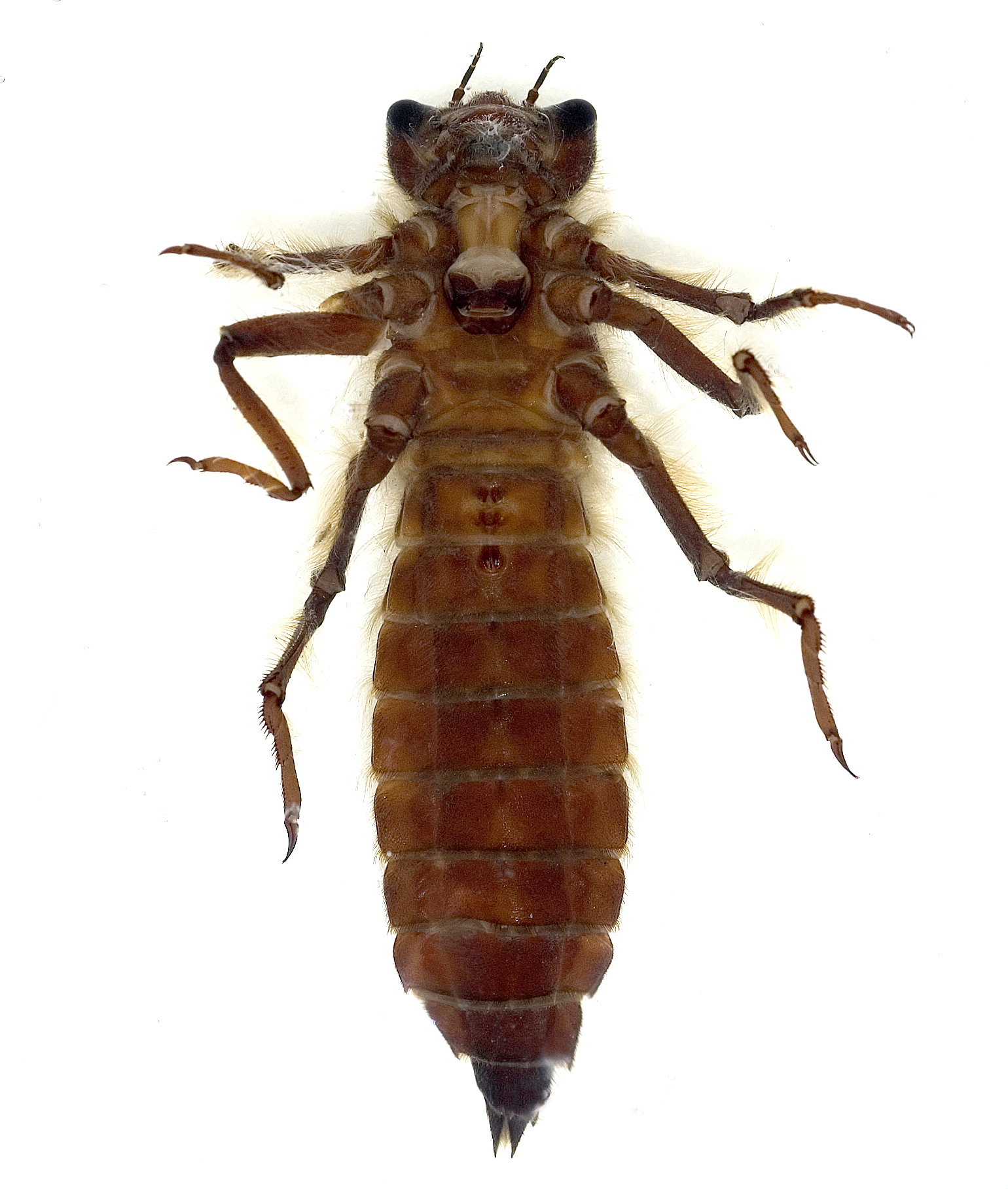
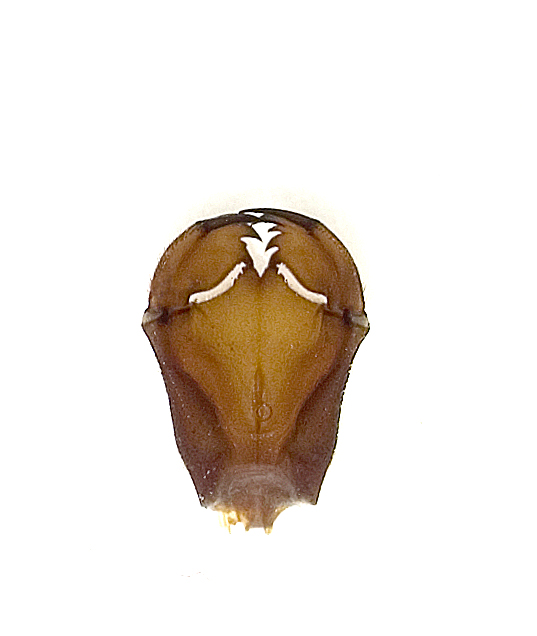